# Yoshiki Yamamoto
Yoshiki Yamamoto (山本 祥輝 Yamamoto Yoshiki?), född 16 november 1994 i Osaka prefektur, är en japansk fotbollsspelare.
Yamamoto började sin karriär 2013 i Kataller Toyama. 2014 blev han utlånad till Verspah Oita. Han avslutade karriären 2015.